# 下呂市立菅田小学校
下呂市立菅田小学校（げろしりつ すがたしょうがっこう）は、かつて岐阜県下呂市にあった市立の小学校。

## 概要
- 校区は金山町菅田笹洞、下呂市金山町菅田桐洞であり、旧・武儀郡菅田町に該当する。
- 2021年に下呂市金山地区の4つの小学校（金山小学校・菅田小学校・下原小学校・東第一小学校を統合することが決まり、2021年3月に閉校した[1]。
- 2022年現在、校舎はリングロー株式会社により管理されている。2022年4月に地域交流拠点「菅田集学校」としてプレオープンし[2]、同年12月にオープンした。また、旧・図書室は2022年8月に地域住民らが運営する、いっぷく図書図鑑センターとなっている[3]。

## 沿革
- 1873年（明治6年） - 桐洞村に育進舎が開校。同時期に笹洞村にも学校ができる[4]。
- 1874年（明治7年） - 育進学校に改称。
- 1875年（明治8年） - 育進学校が桐洞学校に改称する。笹洞村の学校が笹洞学校に改称する。
- 1884年（明治17年） - 桐洞学校と笹洞学校が統合し、成渓学校となる。
- 1886年（明治19年） - 桐洞尋常小学校に改称する。
- 1889年（明治22年）7月1日 - 桐洞村と笹洞村が合併し、武儀郡沙田村が発足。
- 1893年（明治26年） - 
  - 沙田村を菅田村に改称。
  - 菅田尋常高等小学校に改称する。
- 1896年（明治29年）11月20日 - 町制施行、菅田町となる。
- 1920年（大正9年） - 笹洞新田に新田分教場を設置。
- 1941年（昭和16年）4月 - 菅田国民学校に改称する。
- 1947年（昭和22年）4月 - 菅田町立菅田小学校に改称する。
- 1955年（昭和30年） - 武儀郡金山町、菅田町、益田郡下原村、郡上郡東村が合併し、益田郡金山町が発足。同時に金山町立菅田小学校に改称する。
- 1973年（昭和48年） - 新田分校を廃止。
- 1977年（昭和52年） - 新校舎（鉄筋コンクリート造）が完成。
- 1983年（昭和58年） - 屋内運動場が完成。
- 2004年（平成16年）3月1日 - 下呂町、萩原町、金山町、小坂町、馬瀬村が合併し、下呂市が発足。同時に下呂市立菅田小学校に改称する。
- 2021年（令和3年）3月31日 - 旧下呂市立金山小学校と統合し、閉校。